# Egri csillagok

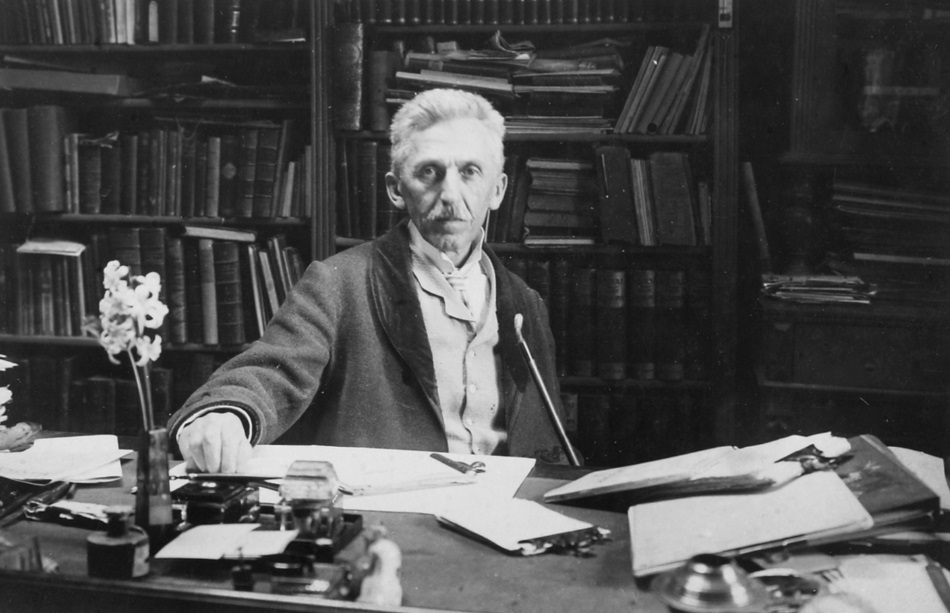
Géza Gárdonyi

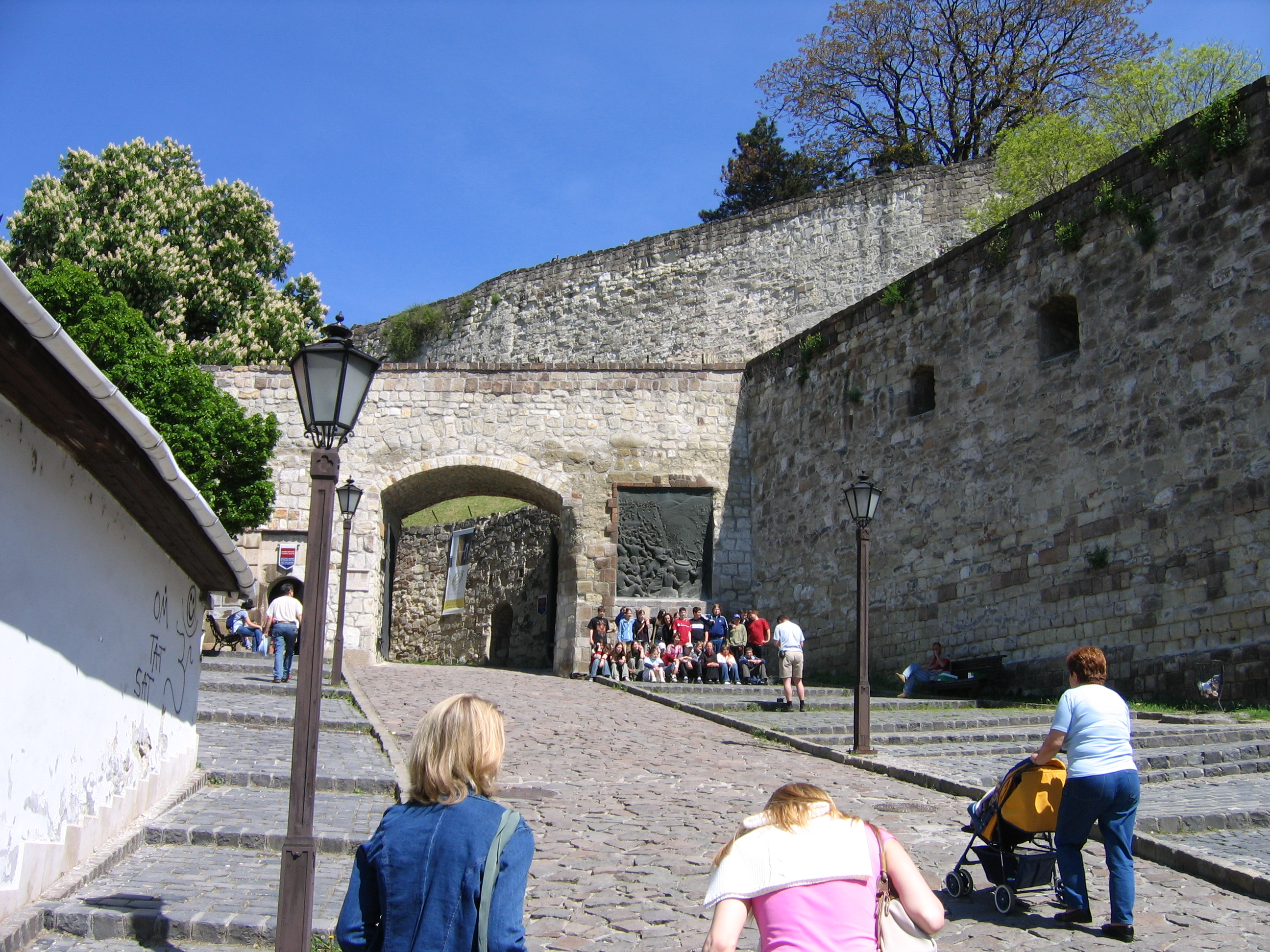
Die Burg von Eger heute

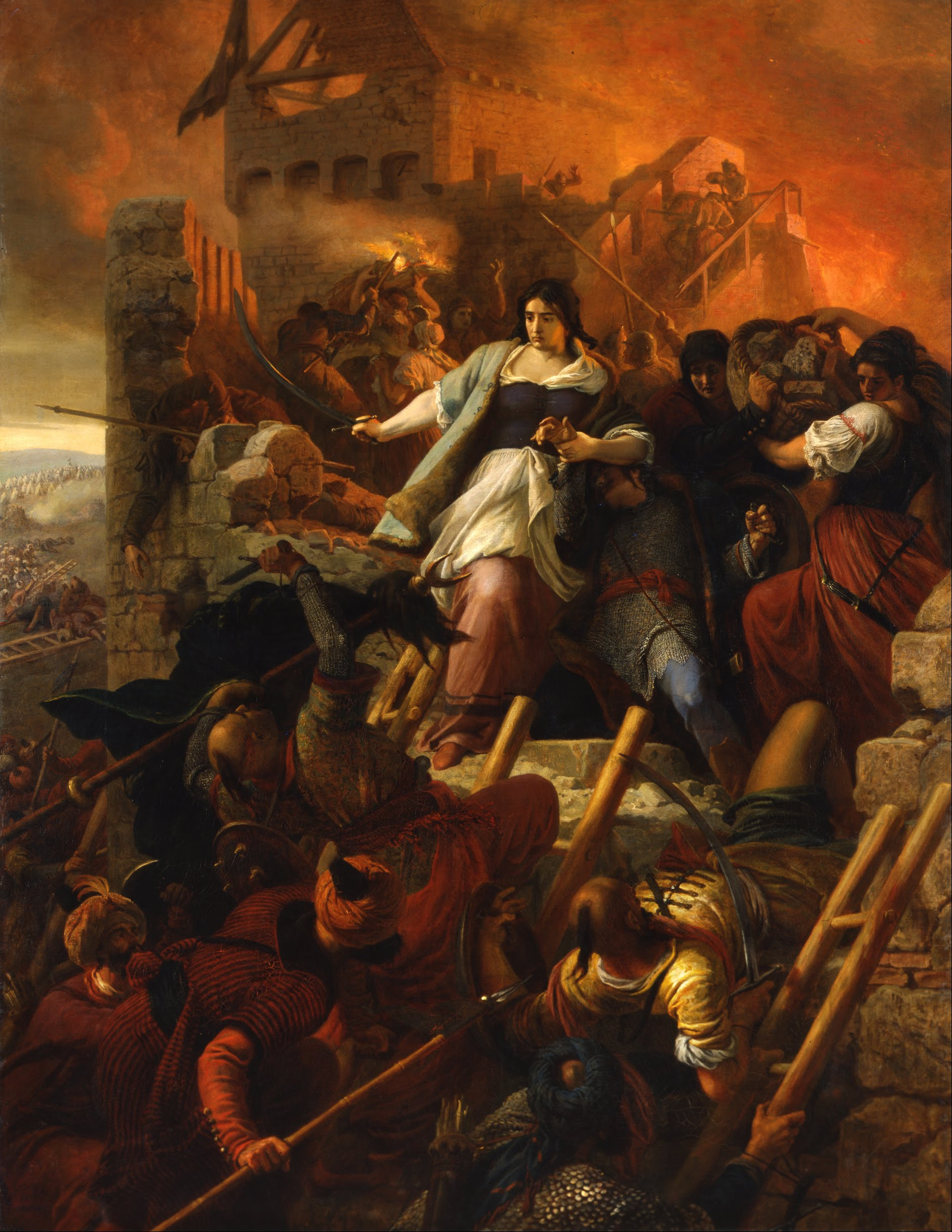
Bertalan Székely: Egri nők, Die Frauen von Eger

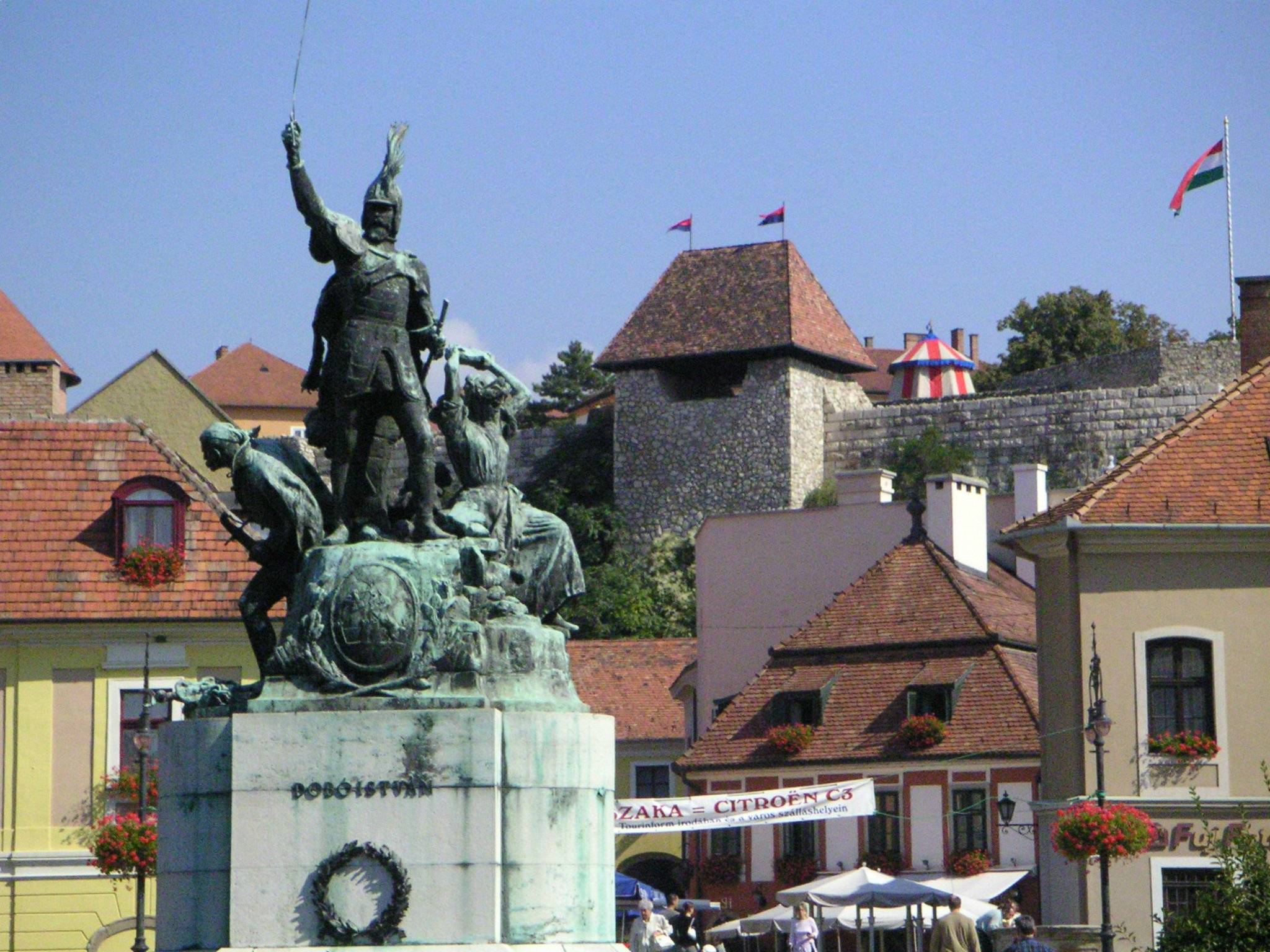
Statue von István Dobó in Eger, dem Führer der Verteidiger der Stadt

Sterne von Eger (Originaltitel Egri csillagok, in Deutsch auch unter dem Titel Tödlicher Halbmond erschienen) ist ein Historienroman des ungarischen Schriftstellers Géza Gárdonyi aus dem Jahre 1899. Der Roman spielt in der Zeit der türkischen Besatzung Ungarns im 16. Jahrhundert und schildert das Erwachsenwerden des Knaben Gergely Bornemissza und seine Heldentaten während der Belagerung der Burg Eger (deutsch: Erlau) in Nordungarn im Jahre 1552.

## Handlung
Der Knabe Gergely Bornemissza wird gemeinsam mit seiner besten Freundin Éva, der Tochter eines Kleinadligen, von einer Türkenschar gefangen genommen und in einen Gefangenentreck gesteckt. Durch eine List kann er sich und seine Mitgefangenen befreien. Obwohl ein aus ärmlichen Verhältnissen stammendes Waisenkind, wird er aufgrund seiner Heldentat vom reichen ungarischen Adeligen Bálint Török angenommen. In dessen Obhut genießt er nicht nur Wohlstand, sondern auch eine gute schulische und militärische Ausbildung, so dass er Sprachen lernt und viel Allgemeinwissen der Zeit erwirbt.
Während seiner Jugend muss er miterleben, wie die Königsstadt Buda in die Hände der Türken fällt. Dabei wird auch Gergelys Ziehvater Bálint Török, der "ungarische Löwe", gefangen genommen. Unterdessen trifft Gergely Éva wieder, die gerade einen anderen heiraten soll. Das junge Paar flieht unter abenteuerlichen Umständen und heiratet. Um Bálint Török zu befreien, reist Gergely mit seinen Freunden nach Konstantinopel. Sie können bis zu Török vordringen, doch dieser will nicht mit ihnen kommen.
Im Jahr 1552 ruft der ungarische Hauptmann István Dobó die freien Ungarn in die Burg Eger, um das heranrückende türkische Heer aufzuhalten. Gergely, mittlerweile ein Offizier, folgt dem Ruf und reist mit seinen Soldaten nach Eger. Dort trifft er auf viele alte Freunde, die den Türken die Stirn bieten wollen. Doch die Lage scheint hoffnungslos. Das türkische Heer hat sich mit einem zweiten Heer vereint. Jetzt müssen sich wenige tausend Ungarn gegen 200.000 Türken behaupten.
Doch die Ungarn wehren sich tapfer, und nicht zuletzt dank Gergelys Ideenreichtum gelingt es ihnen, die Türken abzuwehren. Nach mehreren Wochen vernichtender Belagerungskämpfe setzen die Türken zu einem letzten, erbitterten Angriff an. Doch am Ende können die Ungarn die Oberhand behalten. Und das nicht zuletzt durch die Hilfe der Frauen von Eger.

## Wichtige Charaktere
- Gergely Bornemissza
- Éva Cecey (Gergelys beste Freundin und später seine Frau)
- István Dobó (ungarischer Held und Burghauptmann von Eger)
- der alte Cecey (Évas Vater)
- Mekcsey (Freund Gergelys und Vize-Hauptmann von Eger)
- Bálint Török (ungarischer Adeliger, Gergelys Ziehvater)
- der Zigeuner Sárközy (Wegbegleiter und Freund Gergelys)

## Einordnung
Der Roman beschreibt ein Stück ungarischer Geschichte in sehr patriotischer Form. Laut vieler Rezensenten wird das Leben in dieser Zeit sehr bildlich und nachvollziehbar geschrieben. Der Autor lebte während seiner Recherche in Eger.
In Ungarn ist dieser Roman ein Klassiker. Er wird heute sogar in Schulen gelesen, um die Kinder auf ihre eigene Geschichte aufmerksam zu machen. Dabei wird besonders deutlich, wie bildhaft Gárdonyi schreibt. Er erklärt in seinem Roman, wo der Paprika wahrscheinlich herkommt, wer den Kaffee ins Land geholt hat und wer so viele architektonische Hinterlassenschaften zurückließ: die osmanischen Besatzer.

## Historischer Hintergrund
Gárdonyi hat für seinen Roman ausführliche Recherchen betrieben (dabei u. a. Istanbul besucht) und beschreibt das Leben im 16. Jahrhundert in großer Detailfülle. Heutige Ausgaben des Romans beinhalten zudem im Anhang eine Liste aller namentlich bekannten Verteidiger der Burg Eger aus dem Nachlass des Autors.
Die Zahl der türkischen Belagerer vor Eger betrug in Wahrheit rund 80.000. Die ungarischen Verteidiger der Burg (samt Zivilbevölkerung) werden auf etwa 2100 Personen geschätzt. Die Nachricht von der erfolgreichen Verteidigung der Burg war auch zur damaligen Zeit eine Sensation und machte dem bis dato verbreiteten Ruf des türkischen Landheeres als praktisch unschlagbare Eroberungsmacht ein Ende.
Durch den Sieg der Ungarn konnte ein weiteres Vordringen der Türken in das ungarische Oberland, die heutige Slowakei, verhindert werden. 1596 wurde die Burg Eger schließlich doch noch von den Türken eingenommen; bei dieser Belagerung wurde sie nur von Söldnern verteidigt.
Bei vielen Figuren des Romans (so Bornemissza, Dobó, Török, Mekcsey u. v. a.) handelt es sich um historische Personen, die wirklich gelebt haben. Auch die militärgeschichtlichen Eckdaten entsprechen der Wirklichkeit. Die Abenteuer der Hauptfiguren vor und während der Belagerung sind allerdings literarische Erfindungen Gárdonyis. Der echte Gergely Bornemissza war mehrmals verheiratet; die fiktive Gestalt seiner Frau Éva Cecey im Roman ist dagegen eine Schöpfung des Autors und verkörpert dessen Frauenideal.

## Ausgaben
- Budapest 1899/1900 (in Pesti Hirlap)
- Budapest: Légrády 1901

Das Buch ist weiterhin bis heute in zahlreichen ungarischen Ausgaben erschienen.

## Übersetzungen

### Bulgarisch
- Zvezdite na Eger. Sofia: Narodna Mladež, 1955

### Deutsch
- Sterne von Eger. Übersetzung Mirza von Schüching. Budapest: Corvina 1958 (bis heute 18. Auflage 2005)
- Sterne von Eger. Übersetzung Mirza von Schüching. Berlin: Neues Leben 1958
- Sterne von Eger. Übersetzung Mirza von Schüching. Wien: Buchgemeinde 1958
- Tödlicher Halbmond. Übersetzung Mirza von Schüching. Leipzig: Prisma-Verlag 1966
- Tödlicher Halbmond. Übersetzung Mirza von Schüching. Stuttgart: Boje-Verlag 1970
- Sterne von Eger. Übersetzung Mirza von Schüching. Bergisch Gladbach: Bastei-Lübbe 1999 (Taschenbuchausgabe)

### Englisch
- Eclipse of the crescent moon. Übersetzung George F. Cushing. Budapest: Corvina 1991

### Estnisch
- Egeri tähed. Tallinn: Eesti Riiklik Kirjästus 1958
- Egeri tähed. Tallinn: Perioodika 1993

### Finnisch
- Egerin tähdet. Helsinki: Librum 1983

### Kroatisch
- Egerske zvijezde. Zagreb: Alfa 1983

### Litauisch
- Egerio žvaigždés. Vilnius: Valst. Grož. Lit. Leidykla 1957
- Egerio žvaigždés. Vilnius: Strofa 2001

### Niederländisch
- De sternen van Eger. Amsterdam: Loeb 1980

### Polnisch
- Gwiazdy Egeru. Warschau: Czytelnik 1962

### Rumänisch
- Stelele din Eger. Bukarest: Ed. de Stat pentru Lit. si Arta 1958

### Russisch
- Zvezdy Egera. Moskau: Detgiz 1955
- Zvezdy Egera. Moskau: Moskovskij rabočij 1956
- Zvezdy Egera. Moskau: Hudožestvennaa literatura 1989

### Slowakisch
- Jágerské hviezdy. Bratislava: Nakl. Detskej Knihy 1956

### Slowenisch
- Zvezde nad Egrom. Ljubljana: Državna založba Slovenije 1973
- Egerski junahi. Maribor: Pomurska založba 1986

### Tschechisch
- Egerské hvězdy. Prag: Mladá fronta 1959

### Ukrainisch
- Zirki Egera. Kiew: Molod 1987

### Vietnamesisch
- Những ngôi sao thành Eger. Hanoi: Van hoc 1972

## Verfilmungen
- Egri csillagok, Ungarn 1923 (Regie: Pál Fejős)
- Egri csillagok, Ungarn 1968 (Regie: Zoltán Várkonyi)

## Weiterführende Internetadressen
- Sterne von Eger in der Originalfassung
- IMDb-Eintrag für den Film Egri csillagok
- Beschreibung der Burg Eger
- Grundriss der Burg Eger